# .fr
.fr je vrhovna internetska domena (country code top-level domain - ccTLD) za Francusku. Domenom upravlja AFNIC.

## Vanjske poveznice
- IANA .fr whois informacija  Arhivirana inačica izvorne stranice od 19. listopada 2007. (Wayback Machine)